# 格林博卡鄉
45°29′N 22°19′E / 45.483°N 22.317°E
格林博卡鄉（Glimboca），是羅馬尼亞的鄉份，位於該國西南部，由卡拉什-塞維林縣負責管轄，面積42平方公里，海拔高度239米，2007年人口1,866，人口密度每平方公里44人。